# Simon Donnelly
Simon Thomas Donnelly (Glasgow, 1º dicembre 1974) è un allenatore di calcio ed ex calciatore scozzese, di ruolo attaccante.

## Palmarès
- Campionato scozzese: 1

Celtic: 1997-1998
- Coppa di Lega scozzese: 1

Celtic: 1997-1998
- Coppa di Scozia: 1

Celtic: 1994-1995